# Irituia
Irituia este un oraș în Pará (PA), Brazilia.